# Château du Deffend
Ne doit pas être confondu avec Château du Vieux Deffend.
Le château du Deffend est un château situé à Montravers dans le département français des Deux-Sèvres.

## Historique
Le château construit de 1860 à 1865 suivant les plans de l’architecte parisien Delarue.
Il fut la propriété de la famille Savary de Beauregard.
Les façades et toitures du château, ainsi que, au rez de chaussée, le vestibule, l'escalier et la cage d'escalier, le petit salon, la bibliothèque et la salle à manger et leurs décors font l'objet d'une inscription au titre des monuments historiques par arrêté du 24 octobre 1988.